# Ервандакерт
Ервандакерт (арм. Երվանդակերտ) — античный армянский город, основанный царём Армении Ервандом II в IV век до н. э.. Находился в гаваре Ерасхадзор провинции Айрарат

## История
Город Ервандакерт был основан царём Армении Ервандом II в IV век до н. э. Представлял собой крепость и располагался на противоположном от Ервандашата берегу реки Аракс. Со столицей Армении Ервандашатом Ервандакерт соединялся каменным мостом.

Мне приятно рассказать и о прекрасном дастакерте Ервандакерте, который устроил тот же Ерванд с изяществом и великолепием. Срединную часть обширной долины он заселяет людьми и застраивает веселящими глаз постройками, светлыми, как зеница ока. Поселение окаймляют благоухающие цветники, как зрачок— вся окружность глаза. Обильные виноградники подобны кругу густых красивых ресниц. Дугообразное расположение (угодий) северной стороны поистине сравнимо с высокими бровями прелестной девы. Ровность полей южной стороны напоминает гладкость прекрасных ланит. Река же, с возвышающимися, подобно устам, берегами, образует как бы два лепестка губ. И эта столь великолепная местность будто смотрит немигающим взглядом на возвышающуюся над всем царскую резиденцию . Поистине плодородный и царственный дастакерт!
— Мовсес Хоренаци/42 О дзеракерте, названном Ервандакерт / История Армении
Царём Армении Трдатом округ вместе с городом Ервандашат и крепостью Ервандакерт были переданы во владение представителю армянского княжеского рода Аршавиру Камсаракану

## Локализация
Армянский историк XVII века Аракел Даврижеци в своём труде «Книга историй» отмечает, что в период Шаха Абаса Ервандакерт назывался Агджакала.
Как отмечает ЭСБЕ на месте поселения присутствовали сохранившиеся развалины крепости. Кроме того надписи на уцелевших надгробиях свидетельствовали о том, что Ервандакерт был все ещё населён в XV веке, и носил название Мармет. Согласно «Гeогpaфичeско-стaтистичecкому cлoваpю Рoссийcкой Импepии», Ервандакерт располагался в районе деревни Кара-кала. Помимо этого словарь отмечал, что в двух местах сохранялись останки крепостной стены, возведённые из тёсанного розового камня и чёрного базальта.
Изначально Гевонд Алишан предположил что Ервандакерт располагался на левом берегу Аракса недалеко от Ервандашата, затем в следующей своей локализации Алишан предположил более удалённое место расположение города. В свою очередь Бабкен Аракелян локализовал город в ущелье на левом берегу реки Ахурян близ Железного моста возведённого в 20 веке. Средневековый армянский хронист Мовсес Хоренаци говоря о городе, упоминает местность, которая называлась Мармет. Феликс Тер-Мартиросов отмечает что топоним Мармет в древности означал большая вода. Согласно ему Аракс, протекающий с востока на запад, упирается здесь в подножие горы Кохб (близ селения Кохб), на которой расположен средневековый замок, затем река поворачивает на север к слиянию с рекой Ахурян. Здесь весной уровень воды значительно повышается и местность начинает представлять собой большое озеро (большая вода), на левом берегу которого раскинулась большая долина, окружённая с севера рядом гор. Соглашаясь с первой локализацией поселения Алишаном, Тер-Мартиросов также размещает город здесь, на левом берегу Аракса, чуть западнее Ервандашата.

## Комментарии
1. ↑  столицу Армении город Ервандашат
2. ↑  как отмечает Феликс Тер-Мартиросов замок был возведён на месте бывшего укреплённого дворца царя Ерванда)